# 宋可進
宋可進，字東峰，生卒年不詳，甘肅靖遠人，清朝軍事將領。
宋可進出身貧寒，後投身戎行，歷任北京城內外巡捕、南營遊擊、參將。雍正元年（1723年）隨撫遠大將軍年羹堯赴青海征討厄魯特部羅卜藏丹津叛亂。因功歷升副將、陝西涼州總兵官、直隸古北口提督。雍正四年（1726年）改任甘州提督，授三等阿達哈哈番（輕車都尉）世職。乾隆六年（1741年）解甲歸田，後卒於故里大芦子，授昭勇將軍。
其嗣子宋愛亦為軍事將領，官至貴州提督。